# Ona Zee
Ona Zee (Los Angeles, 3 marzo 1951) è un'ex attrice pornografica e regista pornografica statunitense.

## Biografia
Ona Zimmerman, in arte Ona Zee, ha cominciato la propria carriera come modella per l'agenzia Wilhelmina Models posando tra l'altro per la rivista Cosmopolitan.
Ha iniziato la sua carriera nel 1986, a 35 anni. "Sono un'esibizionista ed esteta" affermava nelle interviste che concedeva "avere rapporti sessuali sapendo di avere un pubblico attento a ciò che faccio mi gratifica come poche altre cose al mondo". Ha anche svolto l'attività di regista, dirigendo 67 film e, nel 1990, ha fondato la sua casa di produzione, la Ona Zee Pictures. Nel 1993 ha diretto l'edizione annuale degli AVN Awards insieme a Porscha Lynn e Randy West.
Ha partecipato con Nina Hartley al talk-show The Oprah Winfrey Show per parlare dell'industria del porno.
Nel 2007 ha lanciato la propria linea di gioielli a Los Angeles.

## Riconoscimenti
- AVN Awards
  - 1989 – Best Actress (film) per Portrait of an Affair[6]
  - 1992 – Best Actress (video) per Starlet[6]
  - 1993 - Best Supporting Actress (film) per Secret Garden 1 e 2[6]

Altri premi
- 2000 Hot d'Or – Hot d'Or d'Honneur[7]

## Filmografia

### Attrice
- Final Exam 2 (1987)
- Flesh in Ecstasy 2: Samantha Strong (1987)
- Flesh in Ecstasy 3: Purple Passion (1987)
- Flesh in Ecstasy 4: Jeanna Fine (1987)
- Head Clinic (1987)
- House of Sexual Fantasies (1987)
- Le Hot Club (1987)
- Let's Talk Dirty (1987)
- Lust Connection (1987)
- Memoirs of a Chamber Maid (1987)
- Monumental Knockers 1 (1987)
- Motel Sweets (1987)
- No One To Love (1987)
- Peggy Sue (1987)
- Seduction By Fire (1987)
- Sex Lifes of the Rich And Beautifull (1987)
- Slightly Used (1987)
- Starship Intercourse (1987)
- Talk Dirty to Me 5 (1987)
- Tropical Lust (1987)
- Angel Kelly Raw (1988)
- Back to Rears (1988)
- Birhtday Surprise (1988)
- Bitch is Back (1988)
- Bitches of Westwood (1988)
- Bondage Boot Camp (1988)
- Bondage Club 1 (1988)
- Bondage Club 2 (1988)
- Bondage Club 3 (1988)
- Bondage Club 4 (1988)
- Boom Boom Valdez (1988)
- Boy-girl Spanking (1988)
- Cheating American Style (1988)
- Cheeks (1988)
- Dark And Sweet (1988)
- Debbie 4 Hire (1988)
- Facial Attraction (1988)
- Fade to Black (1988)
- Fatal Erection (1988)
- Fatal Passion (1988)
- Final Taboo (1988)
- Foxy Lady 9 (1988)
- Frisky Fables (1988)
- Going Down Slow (1988)
- Good Enough To Eat (1988)
- Good Evening Vietnam (1988)
- Heiress (1988)
- High Heels In Heat 1 (1988)
- In a Crystal Fantasy (1988)
- Lady in Black (1988)
- Last Condom (1988)
- Little Red Riding Hood (1988)
- Luv Game (1988)
- Making Ends Meet (1988)
- Mr. Billion's Dollar Babies 1 (1988)
- Mr. Billion's Dollar Babies 2 (1988)
- Our Dinner With Andrea (1988)
- Partners In Sex (1988)
- Phone-Mates (1988)
- Portrait of an Affair (1988)
- Pure Sex (1988)
- Raw Talent 3 (1988)
- Rippin 'n Strippin (1988)
- Rippin 'n Strippin 2 (1988)
- Robofox 2 (1988)
- Robofox 2 (new) (1988)
- Satisfaction Jackson (1988)
- Sex and the Secretary (1988)
- Sex Lives of the Rich And Famous 1 (1988)
- Sex Lives of the Rich And Famous 2 (1988)
- Sextrology (1988)
- Slut (1988)
- Star Cuts 123: Ona Zee (1988)
- Sweet Spurt of Youth (1988)
- Talk Dirty to Me 6 (1988)
- Taste of Nikki Knights (1988)
- Twenty Something 1 (1988)
- Twenty Something 2 (1988)
- Afro Erotica 32 (1989)
- Bondage Club 5 (1989)
- Bondage Landlord (1989)
- Fantasy Girls (1989)
- Girls Who Love Girls 12 (1989)
- Girls Who Love Girls 7 (1989)
- Good Stuff (1989)
- Lacy Affair 3 (1989)
- Power Blonde (1989)
- Saturday Night Special (1989)
- Second Skin (1989)
- Shame on Shanna (1989)
- Sleeping Beauty Aroused (1989)
- Wicked Sensations 2 (1989)
- Adultery (1990)
- Rapture Girls 2 (1990)
- Sextacy 19: Pussy Whipped Pussies (1990)
- Three Score (1990)
- White Trash (1990)
- A&B BD 1: Submissive Slaves (1991)
- A&B BD 2: Submissive Wife 1 (1991)
- A&B BD 3: Male Slave (1991)
- A&B BD 4: Submissive Ladies (1991)
- Sleeping Beauty Aroused (1989)
- Wicked Sensations 2 (1989)
- Adultery (1990)
- Rapture Girls 2 (1990)
- Sextacy 19: Pussy Whipped Pussies (1990)
- Three Score (1990)
- White Trash (1990)
- A&B BD 1: Submissive Slaves (1991)
- A&B BD 2: Submissive Wife 1 (1991)
- A&B BD 3: Male Slave (1991)
- A&B BD 4: Submissive Ladies (1991)
- A&B BD 5: Submissive Slave 2 (1991)
- A&B BD 6: Submissive Husband (1991)
- A&B BD 6: Submissive Wife 2 (1991)
- All American Girl (1991)
- Alone And Dripping (1991)
- City of Sin 1 (1991)
- Dazzling Dominants (1991)
- Easy Pussy (1991)
- Ebony Humpers 2 (new) (1991)
- Get Bi Tonight (1991)
- Girls Gone Bad 5 (1991)
- Juicy Treats (1991)
- Maddams Family (1991)
- Starlet (1991)
- Tango 'n Gash (1991)
- 1-800-934-BOOB (1992)
- A&B Gang Bang 12: Ona Z And Leslie (1992)
- Adult Video News Awards 1992 (1992)
- Afternoon With Goddess Sondra (1992)
- Anal Adventures 4 (1992)
- Anal Analysis (1992)
- Bedtime Stories (1992)
- Bush Pilots 2 (1992)
- Checkmate (1992)
- Cherry Red (1992)
- Date With Dallas (1992)
- Deep Inside Ona Zee (1992)
- Deep Inside Shanna McCullough (1992)
- Defenseless (1992)
- Dominating Girlfriends 1 (1992)
- Dominating Girlfriends 2 (1992)
- Dream Machine (1992)
- Ebony Love (1992)
- Erectnophobia 2 (1992)
- Forever Yours (1992)
- Hard Ride (1992)
- Hidden Desires (1992)
- Hooked (1992)
- I Remember When... (1992)
- Immaculate Erection (1992)
- Internal Affairs (1992)
- Learning The Ropes 1: Male Submissive (1992)
- Learning The Ropes 2: Male Submissive (1992)
- Learning The Ropes 3: Female Submissive (1992)
- Learning The Ropes 4: Female Submissive (1992)
- Learning The Ropes 5: Female Submissive (1992)
- Lez Go Crazy (1992)
- Long Hot Summer (1992)
- Mystery of the Male Tease Dildo (1992)
- Ona Zee's Date With Dallas (1992)
- Ona Zee's Flesh Tease (1992)
- Other People's Honey (1992)
- Over 40 (1992)
- Party (1992)
- Prelude (1992)
- Secret Garden 1 (1992)
- Secret Garden 2 (1992)
- Servants Of Midnight (1992)
- Sex Wish (1992)
- She Likes to Watch (1992)
- Sin City (1992)
- Splatman (1992)
- Street Angels (1992)
- Street Heat (1992)
- Sweet Alicia Rio (1992)
- Tails To Remember (1992)
- Temple Of Lust (1992)
- Therapist (1992)
- This Butt Lite is For You (1992)
- Too Sexy (1992)
- Two Hearts (1992)
- WACS (1992)
- Wild Hearts (1992)
- A&B Gang Bang 13: Cumming Out Party 1 (1993)
- A&B Gang Bang 14: Cumming Out Party 2 (1993)
- A&B Gang Bang 15: Cumming Out Party 3 (1993)
- A&B Gang Bang 26: The Judgement (1993)
- Adult Video News Awards 1993 (1993)
- American Garter (1993)
- Backdoor Brides 4 (1993)
- Backing In 4 (1993)
- Best of Double Penetration (1993)
- Best of Talk Dirty 2 (1993)
- Black Orchid (1993)
- Bondage Memories 3 (1993)
- Bringing Up the Rear (1993)
- Bubble Butts 21 (1993)
- Buzzz (1993)
- Careless (1993)
- Crazy With The Heat 2 (1993)
- Dirty Books (1993)
- Dirty Nurses (1993)
- Double Play (1993)
- Eclipse (1993)
- Environmental Attorney (1993)
- Erotique (1993)
- Fantasy Booth (1993)
- Full Moon Fever (1993)
- Guilty By Seduction (1993)
- Hot Chili Pepper (1993)
- Hunger (1993)
- Kiss Before Dying (1993)
- Learning The Ropes 6: Lesbian Bondage (1993)
- Learning The Ropes 7: At Lady Laura's (1993)
- Love Potion (1993)
- Maid Service (1993)
- More Than A Handful 3 (1993)
- My Favorite Rear (1993)
- Nikki's Last Stand (1993)
- Ninja CPA (1993)
- Ona Zee's Sex Academy 1 (1993)
- Ona Zee's Star Search (1993)
- Ona Zee's Star Search 2 (1993)
- Ona Zee's Star Search 3 (1993)
- Portrait of Dorian (1993)
- Savannah Affair (1993)
- Secret Services (1993)
- Servin' It Up (1993)
- Sex Ranch (1993)
- Sex Range (1993)
- Soap Me Up (1993)
- Spread Those Cheeks (1993)
- Working Stiffs (1993)
- Adult Video News Awards 1994 (1994)
- Bi-dacious (1994)
- Bloopers (1994)
- Dirty Doc's Butt Bangers 6 (1994)
- Learning The Ropes 8: Slaves In Training (1994)
- Learning The Ropes 9: The Training Continues (1994)
- Paging Betty (1994)
- Professor Butts (1994)
- Strippers Inc. (1994)
- Tangled (1994)
- Club Kiss (1995)
- Fever Pitch (1995)
- Journal Of O 1: Servant Slaves (1995)
- Journal Of O 2 (1995)
- Learning The Ropes 10: Chains Of Love (1995)
- Learning The Ropes 11: Chains Required (1995)
- Learning The Ropes 12 (1995)
- Ona Zee's Sex Academy 2 (1995)
- Ona Zee's Sex Academy 3 (1995)
- Ona Zee's Sex Academy 4 (1995)
- Ona Zee's Sex Academy 5 (1995)
- Ona's Doll House 1 (1995)
- Ona's Doll House 2 (1995)
- Ona's Dynamite DP's (1995)
- Profiles 3: House Dick (1995)
- Razor's Edge (1995)
- Scorched (1995)
- Strippers Inc. 2 (1995)
- Strippers Inc. 3 (1995)
- Strippers Inc. 4 (1995)
- Strippers Inc. 5 (1995)
- Stud Finders (1995)
- Deep Inside Ariana (1996)
- Divine Marquis (1996)
- Hornet's Nest (1996)
- Ona's Awesome Anals (1996)
- Ona's Doll House 3 (1996)
- Ona's Doll House 4 (1996)
- Ona's Doll House 5 (1996)
- Ona's Doll House 6 (1996)
- Sex for Hire 1 (1996)
- Shock: Latex 2 (1996)
- Toy Box (1996)
- Triple X 20 (1996)
- Maxed Out 6 (1997)
- Sex for Hire 2 (1997)
- Triple X 25 (1997)
- Brazilian Heat (1998)
- Uncensored S/M Study (1998)
- Uncensored S/M Study 2 (1998)
- Cream Dreams (1999)
- Dreamwagon: Inside The Adult Film Industry (1999)
- Sex for Life Too (1999)
- Latex and Leather Slavegirls (2000)
- Sex: The Annabel Chong Story (2000)
- Uncensored S/M Study 2 (2000)
- Deep Inside Racquel Darrian (2001)
- Divine Ms. Zee (2001)
- Bad Influence (2003)
- Legends of Sex (2003)
- Swedish Erotica 4Hr 12 (2003)
- Swedish Erotica 4Hr 14 (2003)
- Swedish Erotica 4Hr 23 (2003)
- Totally Shanna (2003)
- Swedish Erotica 113 (2007)
- Swedish Erotica 120 (2007)
- Swedish Erotica 76 (new) (2007)
- Swedish Erotica 98 (2007)
- Now That's How You Orgy 2 (2013)

### Regista
- Our Dinner With Andrea (1988)
- Date With Dallas (1992)
- Learning The Ropes 1: Male Submissive (1992)
- Learning The Ropes 2: Male Submissive (1992)
- Learning The Ropes 3: Female Submissive (1992)
- Learning The Ropes 4: Female Submissive (1992)
- Learning The Ropes 5: Female Submissive (1992)
- Ona Zee's Date With Dallas (1992)
- Temple Of Lust (1992)
- Learning The Ropes 6: Lesbian Bondage (1993)
- Learning The Ropes 7: At Lady Laura's (1993)
- Ona Zee's Sex Academy 1 (1993)
- Ona Zee's Star Search (1993)
- Ona Zee's Star Search 2 (1993)
- Ona Zee's Star Search 3 (1993)
- Learning The Ropes 8: Slaves In Training (1994)
- Learning The Ropes 9: The Training Continues (1994)
- Strippers Inc. (1994)
- Club Kiss (1995)
- Fever Pitch (1995)
- Journal Of O 1: Servant Slaves (1995)
- Journal Of O 2 (1995)
- Learning The Ropes 10: Chains Of Love (1995)
- Learning The Ropes 11: Chains Required (1995)
- Learning The Ropes 12 (1995)
- Ona Zee's Sex Academy 2 (1995)
- Ona Zee's Sex Academy 3 (1995)
- Ona Zee's Sex Academy 5 (1995)
- Ona's Doll House 1 (1995)
- Ona's Doll House 2 (1995)
- Ona's Dynamite DP's (1995)
- Razor's Edge (1995)
- Scorched (1995)
- Strippers Inc. 3 (1995)
- Strippers Inc. 5 (1995)
- Stud Finders (1995)
- Deadly Sin (1996)
- Divine Marquis (1996)
- Erotic Bondage (1996)
- Hornet's Nest (1996)
- Ona's Awesome Anals (1996)
- Ona's Doll House 3 (1996)
- Ona's Doll House 4 (1996)
- Ona's Doll House 5 (1996)
- Ona's Doll House 6 (1996)
- Sex for Hire 1 (1996)
- Thin Ice (1996)
- Toy Box (1996)
- Sex for Hire 2 (1997)
- Confidential Underground Tapes 2 (2000)
- SMX 10 (2000)
- SMX 11 (2000)
- SMX 12 (2000)
- SMX 13 (2000)
- SMX 4 (2000)
- SMX 5 (2000)
- SMX 6 (2000)
- SMX 7 (2000)
- SMX 8 (2000)
- SMX 9 (2000)
- Divine Ms. Zee (2001)
- SMX 14 (2001)
- SMX 15 (2001)
- SMX 16 (2001)
- SMX 17 (2001)
- On The Come (2002)
- Totally Shanna (2003)